# Christoph Gruber
Christoph Gruber (Schwaz, 25 marzo 1976) è un ex sciatore alpino austriaco, vincitore della Coppa Europa nel 1999-2000 e di cinque gare in Coppa del Mondo.

## Biografia

### Stagioni 1995-2000
Gruber in Coppa Europa esordì il 14 febbraio 1995 a Radstadt, piazzandosi 44º in supergigante, e colse la prima vittoria, nonché primo podio, nella discesa libera di Saalbach-Hinterglemm del 7 marzo successivo; nello stesso mese ai Mondiali juniores di Voss  vinse la medaglia d'oro nello slalom gigante e nella combinata. Nel 1997-1998 vinse la classifica di supergigante della Coppa Europa e nella stagione successiva esordì in Coppa del Mondo nel supergigante di Aspen del 27 novembre, piazzandosi al 14º posto. Quell'anno in Coppa Europa fu 2º nella classifica generale e 3º in quelle di supergigante e di slalom gigante.
Nel 1999-2000 vinse la Coppa Europa, fu 2º nella classifica di discesa libera e 3º in quella di supergigante; in quella stagione conquistò anche la sua ultima vittoria (nella discesa libera di Les Orres del 26 gennaio) e l'ultimo podio (2º nel supergigante del Passo del Tonale del 4 marzo) nel circuito continentale.

### Stagioni 2001-2005
Lo sciatore tirolese ottenne il suo primo podio in Coppa del Mondo il 3 dicembre 2000 nel supergigante di Beaver Creek classificandosi al 2º posto, mentre la prima vittoria avvenne due settimane dopo, il 21 dicembre nello slalom gigante di Bormio. Ai Mondiali di Sankt Anton 2001, suo esordio iridato, fu 19º nel supergigante e 12º nello slalom gigante; a fine stagione risultò 2º nella classifica della Coppa del Mondo di supergigante, staccato di 174 punti dal vincitore Hermann Maier, dopo aver ottenuto complessivamente tre podi con due vittorie tra le quali quella nell'impegnativo supergigante della Kandahar di Garmisch-Partenkirchen il 28 gennaio.
Debuttò ai Giochi olimpici invernali a Salt Lake City 2002, dove si classificò 20º nella discesa libera, 7º nel supergigante e 5º nello slalom gigante; l'anno dopo ai Mondiali di Sankt Moritz fu 14º nel supergigante, mentre nella rassegna iridata di Bormio/Santa Caterina Valfurva 2005 non completò la prova di slalom gigante. Sempre nel 2005, il 20 febbraio, Gruber vinse nuovamente il supergigante della Kandahar.

### Stagioni 2006-2010
Il 29 gennaio 2006 vinse per la terza volta in carriera il supergigante di Coppa del Mondo di Garmisch-Partenkirchen; nel prosieguo della stagione prese parte ai XX Giochi olimpici invernali di Torino 2006, suo congedo olimpico, piazzandosi 19º nel supergigante, mentre nella stagione successiva colse il suo miglior piazzamento iridato in carriera: 4º nel supergigante di Åre 2007, dove non completò invece lo slalom gigante.
Ai suoi ultimi Mondiali, Val-d'Isère 2009, non completò la prima manche dello slalom gigante. Il 21 febbraio 2008 vinse a Whistler la sua ultima gara di Coppa del Mondo (nonché suo ultimo podio), un supergigante, e si congedò dal massimo circuito internazionale con il 29º posto ottenuto nella discesa libera di Bormio del 29 dicembre 2009. La sua ultima gara in carriera fu la discesa libera di Coppa Europa disputata il  7 gennaio 2010 a Wengen, che chiuse al 22º posto.

## Palmarès

### Mondiali juniores
- 2 medaglie:
  - 2 ori (slalom gigante, combinata a Voss 1995)

### Coppa del Mondo
- Miglior piazzamento in classifica generale: 11º nel 2001 e nel 2002
- 14 podi (2 in discesa libera, 9 in supergigante, 3 in slalom gigante):
  - 5 vittorie
  - 4 secondi posti
  - 5 terzi posti

#### Coppa del Mondo - vittorie
| Data             | Località               | Paese    | Specialità |
| ---------------- | ---------------------- | -------- | ---------- |
| 21 dicembre 2000 | Bormio                 | Italia   | GS         |
| 28 gennaio 2001  | Garmisch-Partenkirchen | Germania | SG         |
| 20 febbraio 2005 | Garmisch-Partenkirchen | Germania | SG         |
| 29 gennaio 2006  | Garmisch-Partenkirchen | Germania | SG         |
| 21 febbraio 2008 | Whistler               | Canada   | SG         |

Legenda:

SG = supergigante

GS = slalom gigante

#### Coppa del Mondo - gare a squadre
- 1 podio:
  - 1 vittoria

### Coppa Europa
- Vincitore della Coppa Europa nel 2000
- Vincitore della classifica di supergigante nel 1998
- 17 podi:
  - 6 vittorie
  - 9 secondi posti
  - 2 terzi posti

#### Coppa Europa - vittorie
| Data             | Località              | Paese   | Specialità |
| ---------------- | --------------------- | ------- | ---------- |
| 7 marzo 1995     | Saalbach-Hinterglemm  | Austria | DH         |
| 12 dicembre 1997 | Obereggen             | Italia  | SG         |
| 13 gennaio 1998  | Altenmarkt-Zauchensee | Austria | SG         |
| 25 gennaio 1998  | Les Menuires          | Francia | SG         |
| 11 gennaio 1999  | Hinterstoder          | Austria | GS         |
| 26 gennaio 2000  | Les Orres             | Francia | DH         |

Legenda:

DH = discesa libera

SG = supergigante

GS = slalom gigante

### Campionati austriaci
- 6 medaglie[1]:
  - 1 oro (combinata nel 1997)
  - 1 argento (supergigante nel 2000)
  - 4 bronzi (combinata nel 1996; slalom gigante nel 2002; supergigante nel 2003; slalom gigante nel 2006)

### Campionati austriaci juniores
- 4 medaglie[1]:
  - 2 ori (supergigante, slalom gigante nel 1995)
  - 1 argento (discesa libera nel 1995)
  - 1 bronzo (discesa libera nel 1993)